# Erebia grina
Erebia grina är en fjärilsart som beskrevs av Ehrlich 1952. Erebia grina ingår i släktet Erebia och familjen praktfjärilar. Inga underarter finns listade i Catalogue of Life.